# Jona Tee
Jona Tee, egentligen Hans Jonas Kristofer Thegel, född 17 april 1985 i Stockholm, är en svensk musiker, producent och låtskrivare. Han är främst känd som keyboardist och bakgrundssångare i hårdrocksbandet H.E.A.T men har även grundat power metal-projektet New Horizon och är medlem i supergruppen Crowne.

## Karriär

### H.E.A.T
Tee grundade H.E.A.T år 2007 i Upplands Väsby tillsammans med Kenny Leckremo, Dave Dalone, Don Crash, Jimmy Jay och Eric Rivers. Bandet slog igenom med sin melodiösa hårdrocksstil och debuterade med albumet H.E.A.T 2008. Tee har medverkat på samtliga av bandets studioalbum, inklusive Freedom Rock (2010), Address the Nation (2012), Tearing Down the Walls (2014), Into the Great Unknown (2017), H.E.A.T II (2020), Force Majeure (2022) och Welcome to the Future (2025).

### New Horizon
År 2020 lanserade Tee projektet New Horizon tillsammans med sångaren Erik Grönwall. Projektet fungerade som en plattform för tyngre och mer power metal-influerad musik. Debutalbumet Gate of the Gods släpptes 2022, följt av Conquerors 2024 med Nils Molin (Amaranthe, Dynazty) som ny sångare.

### Crowne
Tee är även medlem i Crowne, en svensk melodisk rocksupergrupp som bildades 2020. Bandet består utöver honom av Alexander Strandell (Art Nation), John Levén (Europe), Christian Lundqvist (The Poodles) och Love Magnusson (Dynazty). Tee spelar keyboard och har producerat gruppens två studioalbum: Kings in the North (2021) och Operation Phoenix (2023).

## Diskografi

### Med H.E.A.T
- H.E.A.T (2008)
- Freedom Rock (2010)
- Address the Nation (2012)
- Tearing Down the Walls (2014)
- Into the Great Unknown (2017)
- H.E.A.T II (2020)
- Force Majeure (2022)
- Welcome to the Future (2025)

### Med New Horizon
- Gate of the Gods (2022)
- Conquerors (2024)

### Med Crowne
- Kings in the North (2021)
- Operation Phoenix (2023)